# Radoľa
Radoľa (do 1973 i węg. Radola) – wieś gminna (obec) w północnej Słowacji, w powiecie Kysucké Nové Mesto, w kraju żylińskim.
Wieś po raz pierwszy wzmiankowana w 1332 roku jako Radola. Od 1973 do 1993 była częścią Kysuckého Nového Mesta – po referendum ponownie stała się samodzielną miejscowością.